# Saint-Priest
|  | Per a altres significats, vegeu «Saint-Priest (desambiguació)». |

Saint-Priest és un municipi francès, situat a la metròpoli de Lió i a la regió de Alvèrnia - Roine-Alps. L'any 2011 tenia 42.535 habitants.